# Norra Frosta landskommun
Norra Frosta landskommun var en tidigare kommun i dåvarande Malmöhus län. 

## Administrativ historik
Kommunen bildades som så kallad storkommun i samband med kommunreformen 1952 genom sammanläggning av kommunerna Hallaröd, Höör, Norra Rörum och Munkarp. Alla kommuner som slogs samman med var i Frosta härad, utom Hallaröd som låg i Onsjö härad.
Den ägde bestånd fram till 1969, då den lades samman med Höörs köping, från 1971 Höörs kommun.
Kommunkoden var 1255.

### Kyrklig tillhörighet
I kyrkligt hänseende tillhörde kommunen församlingarna Hallaröd, Höör, Norra Rörum och Munkarp. Höörs församling var delad mellan denna kommun och Höörs köping.

## Geografi
Norra Frosta landskommun omfattade den 1 januari 1952 en areal av 182,07 km², varav 177,79 km² land.

### Tätorter i kommunen 1960
| Tätort           | Folkmängd |
| ---------------- | --------- |
| Norra Rörum      | 233       |
| Sätofta, del ava | 131       |

Tätortsgraden i kommunen var den 1 november 1960 14,1 procent.

## Politik

### Mandatfördelning i valen 1950-1966
| 11 | 13 | 8 | 3 |

| 33 |

| 10 | 12 | 7 | 6 |

| 31 |

| 9 | 13 | 5 | 8 |

| 32 |

| 10 | 14 | 5 | 6 |

| 31 |

| 9 | 14 | 6 | 6 |

| 30 | 5 |